# Portia White Prize
Премія імені Порші Вайт — найбільша премія такого типу, що присуджується провінцією Нова Шотландія і названа на честь Порші Вайт, артистки з Нової Шотландії, яка пройшла крізь випробування, щоб досягти міжнародного визнання як класична співачка на сценах Європи та Північної Америки. Хоча Порша Вайт починала свою кар'єру як вчителька в Африквіллі, зрештою вона спрямувала свою енергію на розвиток свого величезного музичного таланту. Порша Вайт стала всесвітньо відомою контральто завдяки наполегливій праці та відданості справі, а також фінансовій підтримці Nova Scotia Talent Trust, благодійної організації, створеної в 1944 році Жіночим музичним клубом Галіфаксу, музичною спільнотою та провінцією. Після завершення кар'єри на сцені пані Вайт присвятила свій час викладанню та тренуванню молодих співаків. Її досягнення продовжують вселяти почуття гордості в африканську громаду Нової Шотландії і служать прикладом для всіх жителів Нової Шотландії.
Метою Премії Порції Вайт є визнання культурної та мистецької досконалості митців Нової Шотландії, які досягли професійного статусу, майстерності та визнання у своїй дисципліні. Надати можливість провінції Нова Шотландія просувати досконалість у мистецтві, вшановуючи видатного новошотландського митця, який зробив значний внесок у культурне життя провінції.
Головний лауреат, який є визнаним митцем, що народився в Новій Шотландії або проживає в провінції щонайменше останні чотири роки, отримає $18 000 та сертифікат визнання.
Вторинний реципієнт, також званий «протеже», який є молодим новошотландським митцем або новошотландською культурною організацією, обраною первинним реципієнтом, отримає $7,000 та сертифікат визнання.